# ویژن ایرلاینز
ویژن ایرلاینز (به انگلیسی: Vision Airlines) یک شرکت هواپیمایی با کد یاتا V2 است که در ۱۹۹۴ میلادی تأسیس شده و در ۲۶ فوریه ۱۹۹۵ فعالیتش را آغاز کرده‌است. دفتر مرکزی ویژن ایرلاینز در لاس وگاس شمالی، ایالات متحده آمریکا واقع شده‌است.